# تاگپرا
تاگپرا (به لاتین: Taagepera) یک روستا در استونی است که در دهستان توروا واقع شده‌است. تاگپرا ۱۰۹ نفر جمعیت دارد.

## نگارخانه

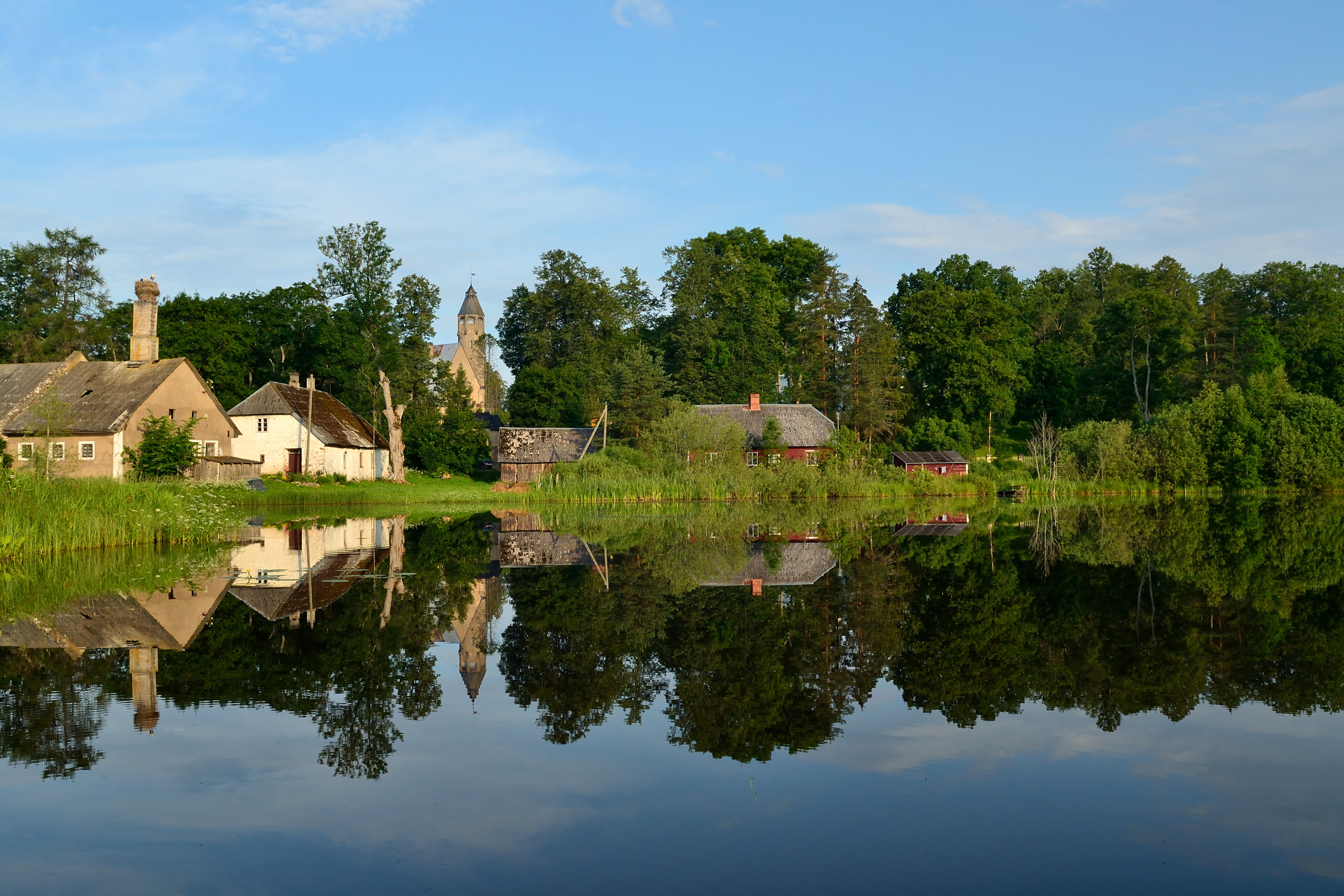
دریاچه تاگپرا
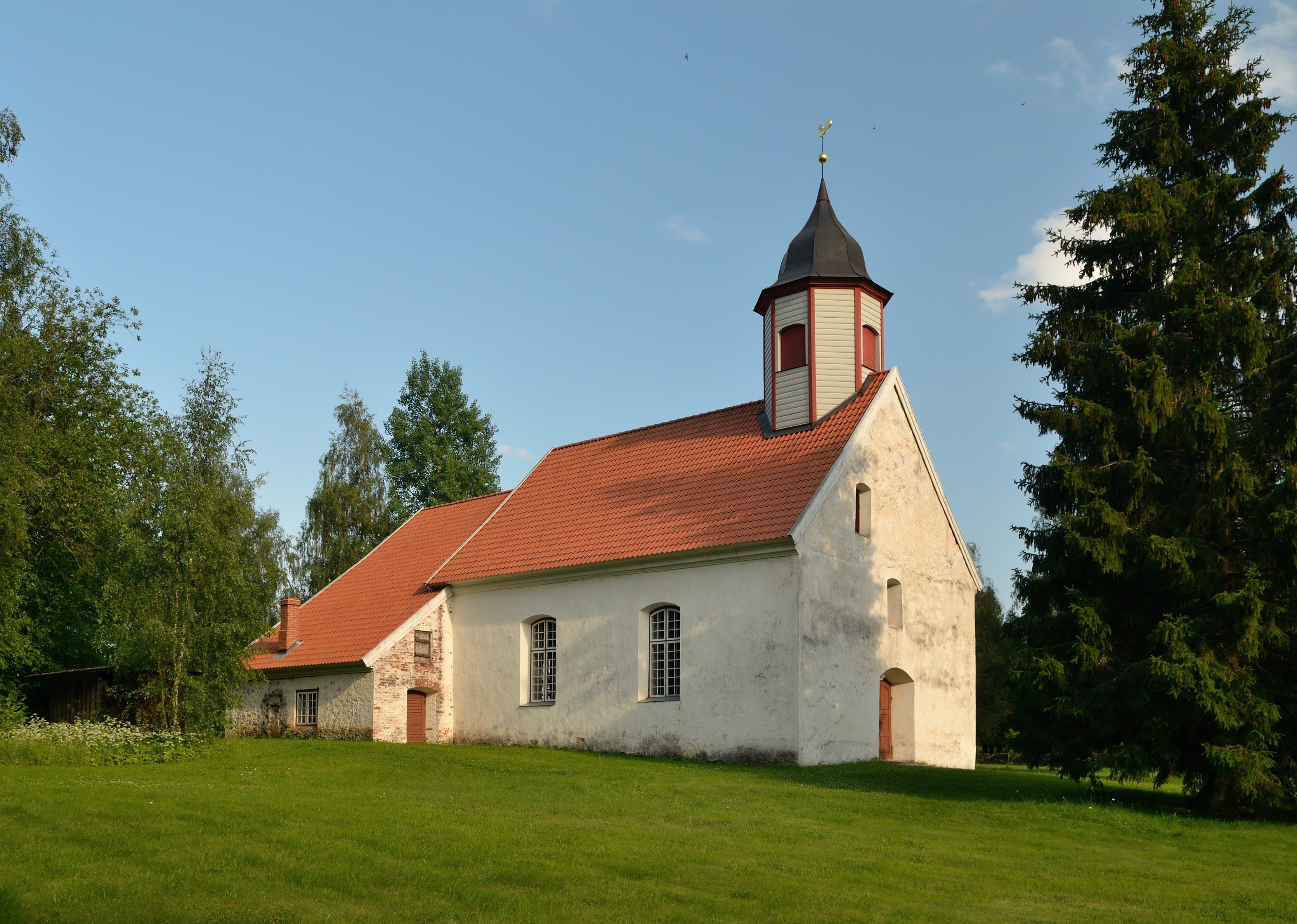
کلیسای تاگپرا
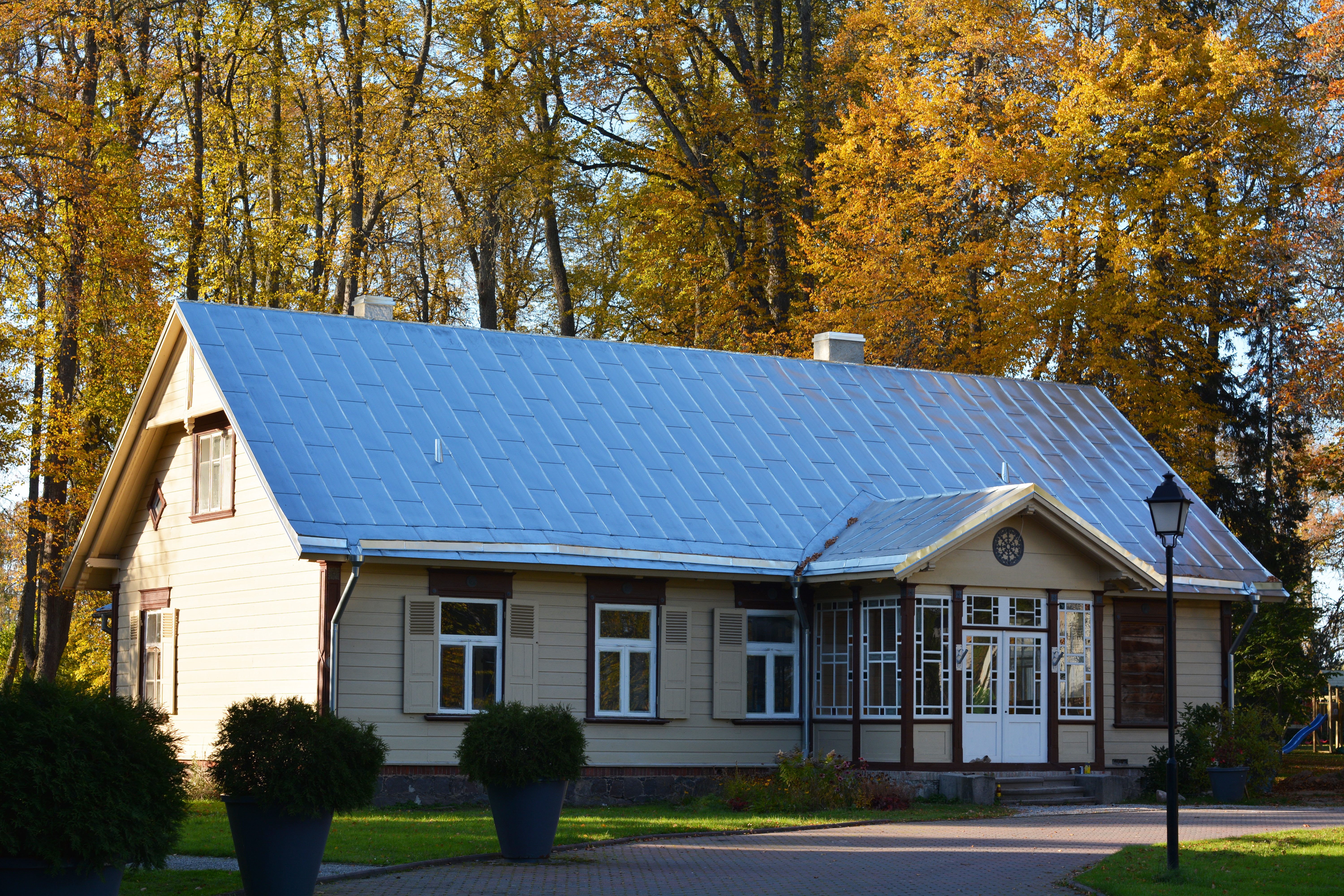
Manor stewards house